# Zgromadzenie Narodowe Republiki Serbskiej
Zgromadzenie Narodowe Republiki Serbskiej (bośn. i chorw. Narodna skupština Republike Srpske, serb. Народна скупштина Републике Српске, Narodna skupština Republike Srpske) – jednoizbowy parlament, organ władzy ustawodawczej Republiki Serbskiej (jednej z dwóch głównych składowych państwa Bośnia i Hercegowina, obok Federacji Bośni i Hercegowiny), którego kadencja trwa 4 lata.
Zgromadzenie Narodowe liczy 83 członków, wybieranych w wyborach powszechnych i bezpośrednich na terenie Republiki Serbskiej.

## Chronologiczna Lista Przewodniczących
| #   | Imię i Nazwisko                | Portret       | Kadencja             | Kadencja             | Partia polityczna | Partia polityczna |
| #   | Imię i Nazwisko                | Portret       | Od                   | Do                   | Partia polityczna | Partia polityczna |
| --- | ------------------------------ | ------------- | -------------------- | -------------------- | ----------------- | ----------------- |
| 1   | Momčilo Krajišnik (1945–2020)  |               | 25 października 1991 | 19 października 1996 |                   | SDS               |
| 2   | Dragan Kalinić (ur. 1948)      |               | 19 października 1996 | 4 listopada 1998     |                   | SDS               |
| 3   | Petar Đokić (ur. 1961)         |               | 4 listopada 1998     | 16 grudnia 2000      |                   | SP                |
| (2) | Dragan Kalinić (ur. 1948)      |               | 16 grudnia 2000      | 29 czerwca 2004      |                   | SDS               |
| 4   | Dušan Stojičić (ur. 1963)      |               | 20 lipca 2004        | 28 lutego 2006       |                   | SDS               |
| 5   | Igor Radojičić (ur. 1966)      |               | 28 lutego 2006       | 24 listopada 2014    |                   | SNSD              |
| 6   | Nedeljko Čubrilović (ur. 1953) |               | 24 listopada 2014    | nadal                |                   | DNS (2014-2018)   |
| 6   | Nedeljko Čubrilović (ur. 1953) | DEMOS (2018-) | 24 listopada 2014    | nadal                |                   |                   |